# Matéria seca

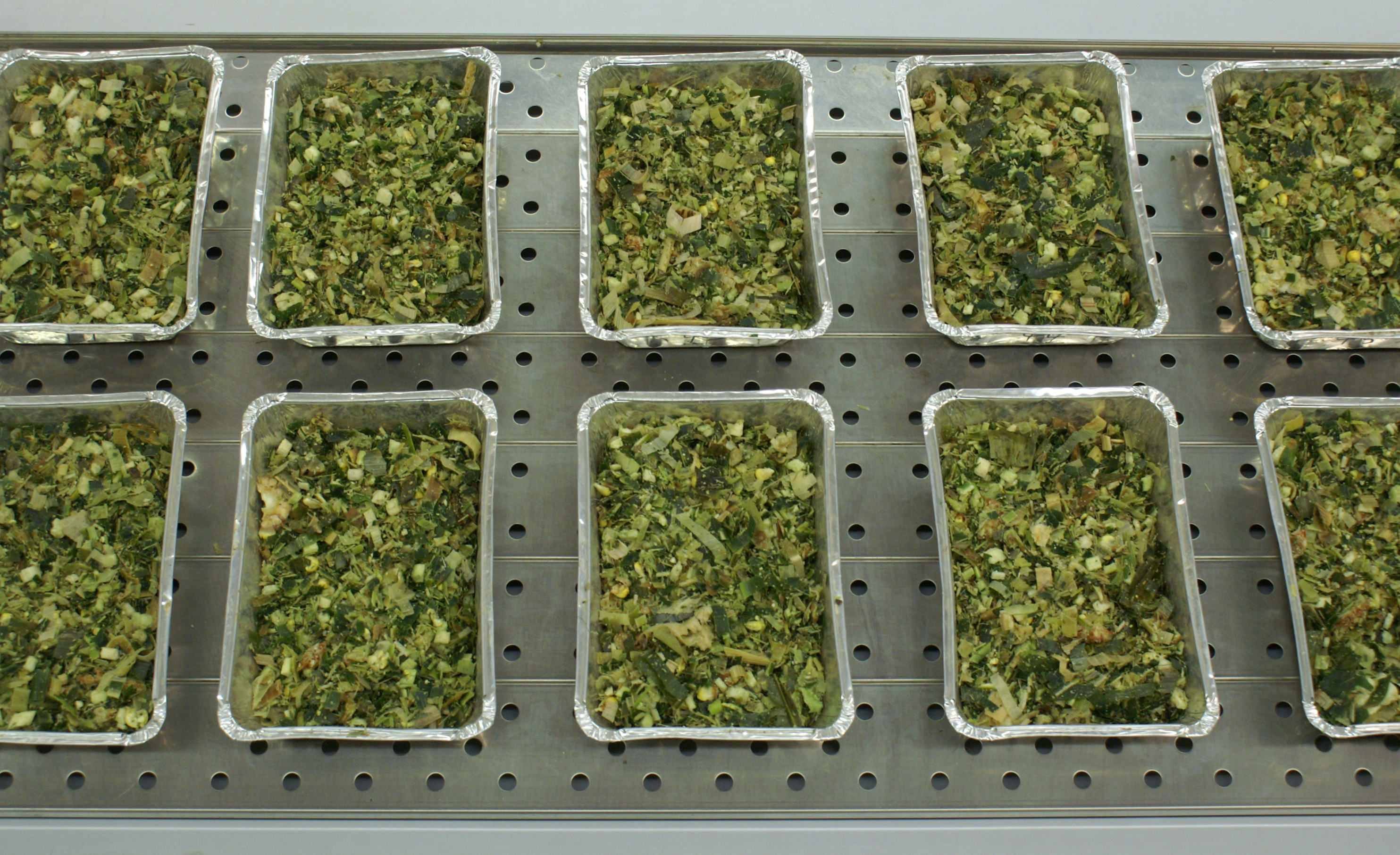
Amostra preparada para a determinação da matéria seca de palhas de milho preparada para produzir biogás.

Matéria seca, peso seco ou extracto seco é a parte que resta do peso de um material após a perda de toda a água que é possível extrair através de um aquecimento feito em condições controladas de laboratório. A determinação desta característica dos materiais é utilizada principalmente em biologia, agricultura, nutricionismo e nas indústrias agroalimentar e dos biocombustíveis.

## Método de cálculo
Em laboratório o procedimento consiste em pesar e depois secar o material a analisar (a matéria fresca, no seu estado natural) por aquecimento suave num forno de laboratório até atingir uma temperatura entre 103 °C e 105 °C (no caso dos alimentos). O tempo de aquecimento depende de cada substância, já que apenas deve cessar quando deixe de haver perda de peso, ou seja a amostra tenha atingido um peso constante. Terminado o aquecimento, e tomadas medidas que impeçam a absorção de humidade do ar por higroscopia, o resíduo é pesado, constituindo a matéria seca.
Dependendo da composição inicial da matéria fresca, convém ter presente que para além da água poderá haver perda de outras substâncias, pois ao mesmo tempo que se extrai toda a água possível, desaparecem da amostra componentes voláteis, em particular o amoníaco, os álcoois e múltiplos outros produtos orgânicos voláteis.
O procedimento analítico mais comum é o seguinte: uma quantidade conhecida de produto é dessecado a uma determinada temperatura até se obter um peso constante. O peso obtido após concluído o processo de dessecação, calculado em percentagem do peso da matéria fresca, representa o extracto seco. A água, nos produtos líquidos, ou a humidade, nos sólidos, calcula-se por diferença:
onde: P' = Peso em gramas da amostra após a dessecação; e P = Peso em gramas da amostra antes da dessecação.
A partir da relação anterior, e considerando que a soma dos pesos da matéria seca com a água livre totaliza 100% (o que na prática pode ser considerado verdadeiro já que em geral a perda ponderal de água é pelo menos uma magnitude superior à perda ponderal de componentes voláteis), então podem ser estabelecidas as seguintes relações:
{\displaystyle m_{total}=m_{W}+m_{T}}
{\displaystyle TS+W=1=100\,\%}
{\displaystyle TS\ (\%)={\frac {m_{T}}{m_{total}}}\times 100\quad ,\quad W\ (\%)={\frac {m_{W}}{m_{total}}}\times 100}
nas quais {\displaystyle m_{total}} é o peso total da amostra fresca (a matéria fresca); {\displaystyle m_{W}} o peso da água livre; {\displaystyle m_{T}} o peso da matéria seca (ou o extracto seco); {\displaystyle TS} a percentagem de matéria seca; e {\displaystyle W} a fracção de água livre (o conteúdo em água).

## Utilização na caracterização de biomassa
Na determinação das características de qualquer forma de biomassa, seja ela de origem vegetal ou animal, a matéria seca é em geral considerada como uma medida dos sólidos contidos no material em análise, ou seja de todos os seus constituintes com excepção da água livre nele contida.
No caso dos alimentos, a matéria seca inclui os carbo-hidratos, gorduras, proteínas, vitaminas, minerais e antioxidantes (como o tiocianatos, antocianinas e quercetina). Em média, os carboidratos, gorduras e proteínas, que fornecem a energia contida nos alimentos (medida em quilocalorias ou quilojoules), corresponde a mais de 90% da matéria seca contida numa dieta.
Dada essa predominância da água na composição dos alimentos, conhecer a matéria seca em determinados produtos, como por exemplo no leite, é muito importante já que serve para detectar fraudes, dado que este é um valor bastante constante. É também regularmente aplicado a cervejas, farinhas, leite em pó, manteiga, carnes, queijos e muito outro produtos alimentares.
Na indústria alimentar a determinação da matéria seca é frequentemente feita por métodos gravimétricos. No caso do queijo, a percentagem de matéria seca que é reportada aos consumidores é calculada de forma diferente dependendo do grupo a que pertença o queijo: o conteúdo em gorduras é apresentado como a percentagem do peso das gorduras sobre a matéria seca, mas em queijos de pasta mole é o conteúdo absoluto referido à matéria fresca.
O conteúdo em água dos alimentos varia amplamente. Grande parte dos alimentos são constituídos por mais de 50% de água em peso, incluindo alguns alimentos percebidos como sólidos. Como exemplo desses alimentos sólidos com elevado conteúdo em água, atente-se que, em média, a papa de aveia cozida tem 84.5% do seu peso constituído por água, o macarrão cozido é 78,4% água, o mesmo acontecendo em 73,2% nos ovos cozidos, 72,5% no arroz cozido, 70,3% na carne branca de galinha e 61,9% num bife de carne de bovino.
O peso dos frutos e vegetais é em média 70 a 95% água. A maior parte das carnes preparadas são em geral constituídas por cerca de 70% de água. Os pães frescos tem um teor em água médio de 36%.
Contudo, alguns alimentos têm um conteúdo em água muito baixo. É o caso da manteiga de amendoim, que tem menos de 5% do seu peso representado por água, as bolachas, biscoitos e bolos de chocolate.
O conteúdo em água dos lacticínios é também muito variável: a manteiga tem em média 15% de água; o leite cru de vaca tem entre 86 a 88% de água. O queijo suíço é em média 37% água. O teor em água dos leites tratados varia inversamente com o seu conteúdo em natas, razão pela qual o leite inteiro tem uma menor percentagem de água do que os leites magros. A matéria seca nos queijos é constituída por proteínas, gorduras (manteiga), lactose (açúcares provenientes do leite, embora em quantidades reduzidas devido à fermentação láctica  que ocorre durante o processo de feitura do queijo e minerais.
Para determinar o conteúdo em matéria gorda de um queijo, procede-se à análise da sua matéria seca para obter então a fracção de matéria gorda na matéria seca. Apenas após essa operação é recalculada a fracção de gordura em função da matéria fresca, ou seja incluindo no cálculo o teor em água presente no queijo no seu estado natural. Por exemplo, se um queijo tiver 50% de água e 25% de gorduras, teria 50% de matéria gorda no seu extracto seco.
Na indústria açucareira, o conteúdo em matéria seca é um parâmetro importante no controlo do processo de cristalização e é frequentemente medido através de medidores de densidade baseados no uso de micro-ondas.
Na produção e controlo de forragens, especialmente de silagem, e de rações animais a determinação da matéria seca assume particular importância. Em geral, a presença de qualquer substância, seja um nutriente ou uma toxina, é em geral referida na base de uma percentagem, ou uma fracção, da matéria seca contida no alimento (por exemplo em ppm). A consideração dos níveis de nutrientes em diferentes alimentos animais em função da sua matéria seca (em vez de utilizar como base o alimento fresco) facilita a comparação pois diferentes alimentos contêm teores muito diferentes de água. Estas medições também permitem a comparação entre o teor de determinada substância na matéria seca e os valores requeridos na dieta do animal.
A quantidade de matéria seca ingerida expressa a quantidade de alimento ingerida com exclusão da água livre. A percentagem de água é em geral determinada através do aquecimento do alimento sobre uma placa de papel num forno de micro-ondas ou usando um equipamento específico designado por Teste Koster (Koster tester). A determinação deste parâmetro pode ser útil no controlo da alimentação de animais com forragens de baixo conteúdo energético e com uma alta percentagem de água, particularmente quando se queira garantir uma adequada ingestão de energia. Animais alimentados com este tipo de alimentos consomem menos matéria seca, o que resulta em menor energia alimentar.
Em alimentos armazenados, pode ocorrera perda de matéria seca devido à geração de calor por respiração microbiana. Essa decomposição do alimento conduz à redução do conteúdo em carboidratos não estruturais, proteínas e outros açúcares, com a consequente degradação do valor energético do alimento.
No campo dos biocombustíveis é utilizado o conceito de matéria seca absoluta, que difere do conceito geral de matéria seca pois nesse permanece um resíduo de água não extraída no laboratório convencional. Aplica-se esta forma de computar a matéria seca para determinar o rendimento energético de materiais de origem vegetal (lenha, biocombustíveis, biomassa e outros).